# HD 175443
HD 175443 är en ensam stjärna belägen i den mellersta delen av stjärnbilden Lyran. Den har en skenbar magnitud av ca 5,64 och är mycket svagt synlig för blotta ögat där ljusföroreningar ej förekommer. Baserat på parallax enligt Gaia Data Release 2 på ca 7,8 mas, beräknas den befinna sig på ett avstånd på ca 418 ljusår (ca 128 parsek) från solen. Den rör sig bort från solen med en heliocentrisk radialhastighet på ca +13 km/s.

## Egenskaper
HD 175443 är en orange till gul jättestjärna av spektralklass K4 III, som har förbrukat förrådet av väte i dess kärna och utvecklats bort från huvudserien. Den har en radie som är ca 22 solradier och har ca 151 gånger solens utstrålning av energi från dess fotosfär vid en effektiv temperatur av ca 4 300 K.